# گمینا بارانوو (استان لوبلین)
گمینا بارانوو (استان لوبلین) (به لهستانی:  Gmina Baranów) یک گمینا در لهستان است که در شهرستان پوواو واقع شده‌است. گمینا بارانوو ۸۵٫۰۳ کیلومتر مربع مساحت و ۳٬۹۹۹ نفر جمعیت دارد.